# Batalla del río Sha-ho
La batalla del río Sha-ho fue una batalla terrestre que tuvo lugar entre el 5 y el 17 de octubre de 1904, junto al río Sha-ho en Manchuria (China), durante la guerra ruso-japonesa; conflicto que enfrentó al Imperio de Japón con la Rusia Imperial a principios del siglo XX. El resultado de esta batalla fue indeciso, si bien las tropas rusas se retiraron hacia Mukden.

## Antecedentes
Como la situación de las fuerzas rusas en Lejano Oriente, después de la derrota en la batalla de Liaoyang, resultaba cada vez más desfavorable, el zar tomó la determinación de salvar Port Arthur, y, más importante aún, salvar la reputación del Imperio ruso. Para tal cosa, dio órdenes al general Alexei Kuropatkin, comandante en jefe de los Ejércitos Rusos en Manchuria, para cambiar el rumbo de la guerra.
Kuropatkin fue reforzado con tropas frescas a través de la recién completada línea férrea Transiberiana y contraatacó a los ejércitos japoneses, mandados por el Mariscal de Campo Oyama Iwao, en el río Sha-ho.

## La batalla
El 5 de octubre de 1904, los ejércitos rusos, en total 210 000 hombres, atacaron, en una ofensiva general, al norte de Liaoyang. El ataque sobre el flanco izquierdo japonés avanzó lentamente y permitió que la iniciativa pasase a los japoneses.
Las fuerzas japonesas compuestas por el 1.er Ejército Japonés, al mando del general Kuroki Tamemoto, el 2.º Ejército Japonés, comandado por el general Oku Yasukata, y el 4.º Ejército Japonés, al mando del general Nozu Michitsura, totalizaban 170 000 hombres. En la tarde del 10 de octubre de 1904, el general Oyama ordenó una gran contraofensiva japonesa para destruir el flanco derecho ruso. El 13 de octubre, los japoneses pararon el avance ruso en las montañas del noreste de Liaoyang, y amenazaron el centro ruso, al sur del río Sha-ho.
Los combates continuaron los siguientes cuatro días, sin que ninguna de las dos partes cediese. No fue hasta el 17 de octubre de 1904, cuando el general Kuropatkin suspendió los costosos ataques y retiró sus fuerzas hacia el norte, camino de Mukden.

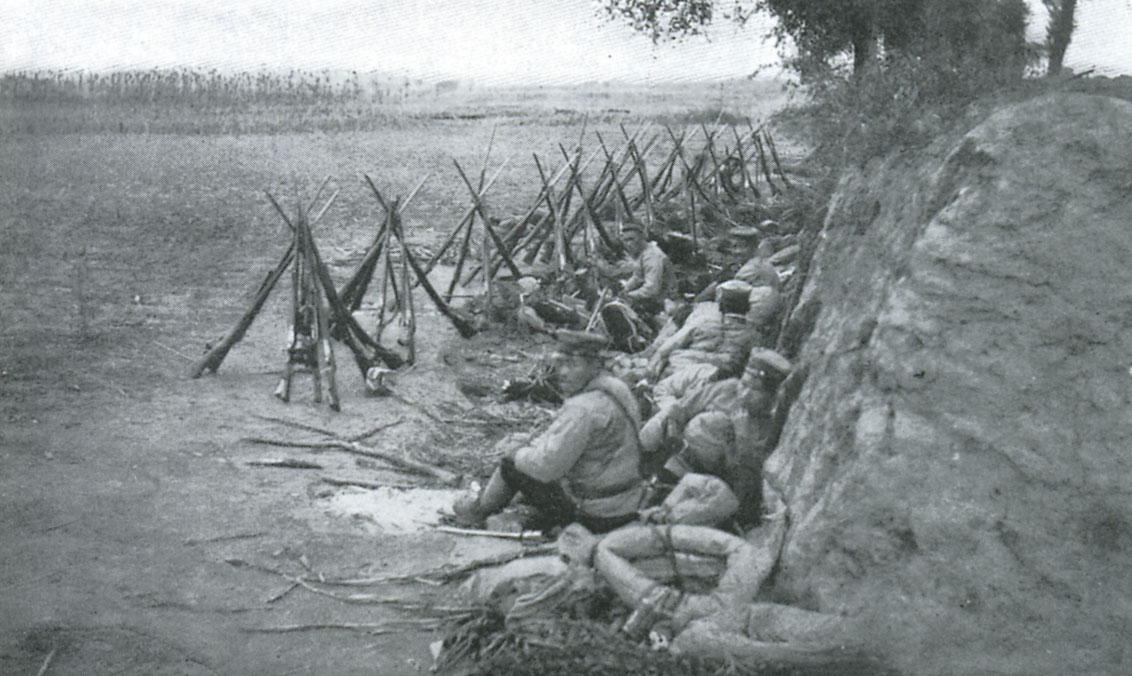
Tropas japonesas en la batalla del río Sha-ho.

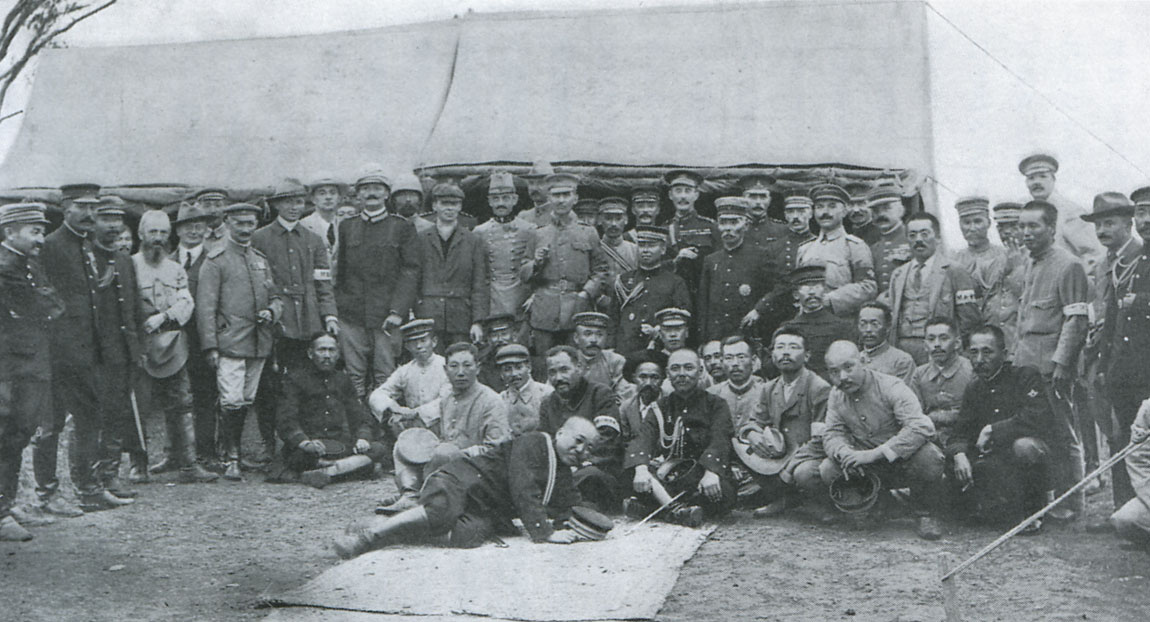
El general Kuroki Tametomo con su Alto Mando, oficiales extranjeros y corresponsales de guerra, tras la batalla.

## Conclusión
Después de dos semanas de lucha, la batalla terminó de forma indecisa. A pesar de las oportunidades creadas con la apertura del ferrocarril Transiberiano, Kuropatkin fue obligado a retirarse hacia Mukden. La batalla terminó en un empate, al no poder, los japoneses, tomar ventaja durante la pausa en el combate.
Las bajas rusas sumaron un total de 44 351 muertos, heridos, capturados o desaparecidos. El número de bajas japonesas fue de 20 345 muertos, heridos, capturados o desaparecidos.
Como resultado, el avance japonés hacia Mukden fue retrasado, pero no parado, y los dos bandos se atrincheraron preparándose para el siguiente choque, que sería la batalla de Sandepu (Heikoutai).

## Anexos
- Anexo:Batallas del siglo XX